# Palafoxia
Palafoxia là một chi thực vật có hoa trong họ Cúc (Asteraceae).

## Loài
Chi Palafoxia gồm các loài: